# Sân bay quốc tế La Tontouta
Sân bay quốc tế La Tontouta (tiếng Anh: La Tontouta International Airport hay Nouméa - La Tontouta International Airport (tiếng Pháp: Aéroport de Nouméa - La Tontouta) (IATA: NOU, ICAO: NWWW) là sân bay quốc tế chính ở New Caledonia, phục vụ thành phố Nouméa. Sân bày này nằm ở đô thị Païta, khoảng 52 km về phía tây bắc của Nouméa. Năm 2006, 415.813 lượt khách đã sử dụng sân bay này. Lưu trữ ngày 25 tháng 11 năm 2006 tại Wayback Machine

## Các hãng hàng không và các điểm đến

### Các hãng vận tải hành khách
- Aircalin (Auckland, Brisbane, Nadi, Osaka-Kansai, Papeete, Port Vila, Seoul-Incheon [begins June 22], Sydney, Tokyo-Narita, Wallis)
- Air New Zealand (Auckland)
- Air Vanuatu (Port Vila)
- Qantas (Brisbane, Sydney)

Ghi chú: Các chuyến bay của Air Caledonie International (Aircalin) đến Osaka và Tokyo theo thỏa thuận chia chỗ với Air France, và nối với dịch vụ của Air France đến Paris.

### Các hãng vận chuyển hàng hóa
- ACT
- Cotrans
- Mirage Transit
- Nouméa Transit
- Socatrans
- TTI